# Ecloghe di Einsiedeln
Le ecloghe di Einsiedeln (in latino Carmina Einsidlensia) sono una coppia di poesie latine, di genere bucolico.

## Scoperta
Le due ecloghe furono rinvenuti nel XIX secolo in un codice del X secolo conservato nell'abbazia di Einsiedeln, da cui il nome.
Furono pubblicate per la prima volta da Hermann Hagen nel 1869, sulla rivista Philologus, n. 28.

## Datazione
Le ecloghe sono generalmente considerate appartenenti all'età di Nerone (54-68), ovvero sicuramente successive alle Bucoliche di Virgilio (ca. 39 a.C.) e precedenti alle ecloghe di Nemesiano (III secolo). Non risulta invece altrettanto chiaro il legame con le ecloghe di Calpurnio Siculo, poeta bucolico anch'egli di norma ritenuto di età neroniana (pur con oscillazioni anche significative).
Varie ipotesi sono state formulate anche sull'autore: secondo alcuni potrebbe trattarsi dello stesso Calpurnio Siculo, per altri del giovane Marco Anneo Lucano.
Justin Stover ha proposto invece una datazione molto più tarda, al finire del IV secolo, ritenendole opera di Flavio Anicio Ermogeniano Olibrio, ma tale teoria non ha riscosso grande successo.

## Interpretazione
L'interpretazione delle due ecloghe è resa difficoltosa, oltre che dalla loro natura frammentaria, anche dallo stile oscuro.
I critici sono comunque pressoché unanimi nel riconoscervi allusioni ai tempi di Nerone, il quale sarebbe celebrato come Apollo nella I ecloga. L'imperatore, com'è noto, nutriva velleità poetiche e avrebbe composto una Troiae halosis, poema sulla caduta di Troia andato perduto, che secondo la leggenda avrebbe intonato durante l'incendio di Roma: sarebbe proprio questo il carme che la I ecloga giudica superiore addirittura ai poemi omerici e all'Eneide di Virgilio.
Per quanto riguarda invece la II ecloga, la descrizione dell'età dell'oro potrebbe voler adombrare il regno di Nerone, com'è anche nelle ecloghe di Calpurnio Siculo.
Interpretazioni più moderne vorrebbero addirittura che, poiché i toni adulatori sono talmente smaccati e iperbolici da risultare quasi grotteschi, in realtà gli elogi andrebbero letti in chiave ironica, volendo così velatamente irridere l'imperatore. Appare interessante porre questa tesi in relazione alla analoga lettura dell'elogio a Nerone che apre la Pharsalia proprio di Lucano, cui alcuni vorrebbero accreditare - come scritto sopra - anche le ecloghe di Einsiedeln.

## Edizioni
- H. Hagen, in Philologus 28 (1869), pp. 338 sqq.
- A. Riese, in Anthologia Latina, n. 725 and 726.
- E. Baehrens, in Poetae Latini minores III, 60-64.
- C. Giarratano, Paravia, Torino 1924.